# OCXO
Pour les articles homonymes, voir oscillator.

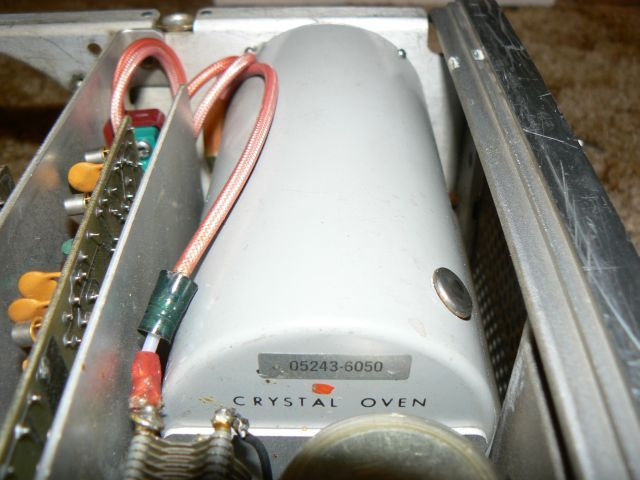
Un OCXO à l'intérieur d'un fréquencemètre digital HP.

OCXO est l'abréviation de l'anglais Oven Controlled X-tal(Crystal) Oscillator, qui se traduit en français par « oscillateur à quartz thermostaté ».
Le terme désigne une technique régulant la température d'un oscillateur à quartz pour améliorer la précision de sa fréquence, il désigne aussi les composants électroniques mettant en œuvre cette technique.

## Généralité
Le cristal de quartz est un matériau piézoélectrique largement utilisé comme résonateur dans les oscillateurs électroniques pour générer des signaux de fréquence.
Un OCXO est un type d'oscillateur à quartz parmi d'autres : VCXO, TCXO, MCXO, etc. Il se compose d'un oscillateur classique (résonateur et un circuit électronique oscillant) placé dans une enceinte isolée thermiquement avec un radiateur (souvent un transistor de puissance) et son circuit de régulation.
L'enceinte (oven en anglais) reste à une température constante. Mais, comme la régulation thermique d'un OCXO ne peut que chauffer (et non refroidir), la température de l'enceinte doit être plus élevée que la plus haute température ambiante rencontrée par le composant. Par exemple, pour un fonctionnement entre −40 °C et +60 °C, une régulation à +75 °C est usuelle.
La coupe (c'est-à-dire la forme) du cristal de quartz définit un intervalle de température où la fréquence de résonance du quartz varie peu.
Les coupes SC cut (abréviation de Stress Compensated cut) et AT-cut sont les plus utilisées. La SC-cut présente une stabilité optimale entre 70 °C et 90 °C, la AT-cut autour de 25 °C. En considérant une température de fonctionnement courante de 75 °C pour les OCXO, la SC-cut est plus performante mais l'AT-cut est plus facile à fabriquer et moins chère.
En matière de contraintes d'utilisation, les OCXO ont besoin d'un temps de préchauffage de plusieurs minutes au démarrage pour réguler à la température voulue et atteindre une fréquence de fonctionnement stable,.
Ils ont une consommation plus importante que les quartz fonctionnant à température ambiante, à cause de la puissance nécessaire au chauffage : lors du démarrage, certains OCXO peuvent consommer un courant de plus de 1 A. L'enceinte et l'isolation thermique augmentent aussi l'encombrement du composant. Ils ne sont donc pas utilisables pour des applications portables ou alimentées par batterie.

## Performances
La performance en stabilité est définie par la variation de la fréquence sur une durée et dans des conditions environnementales spécifiées. Elle est notée en ppm ou en puissance de 10.
Les OCXO et leurs dérivés sont les oscillateurs à cristaux les plus performants, seules les horloges atomiques sont plus précises.
Leur stabilité à court terme est excellente, de l'ordre de 1 × 10−12 à 1 s, elle est limitée par le bruit de l'électronique.
À long terme, la fréquence dérive à cause du vieillissement du cristal de quartz.
Par rapport aux variations de température extérieure, les OCXO sont jusqu'à 1 000 fois plus stables qu'un oscillateur à quartz simple.
En prenant en compte les effets thermiques et le vieillissement, la précision à un an d'un OCXO a une valeur typique de 5 × 10−7.
|                                       | Oscillateur à quartz | Oscillateur à quartz   | Oscillateur à quartz   | Oscillateur à quartz   | Horloge atomique        | Horloge atomique        |
|                                       | XO                   | TCXO                   | MCXO                   | OCXO                   | Rubidium                | Césium                  |
| ------------------------------------- | -------------------- | ---------------------- | ---------------------- | ---------------------- | ----------------------- | ----------------------- |
| Précision (par an)                    | 10–100 ppm           | 2 × 10−8               | 5 × 10−8               | 1 × 10−8               | 5 × 10−10               | 2 × 10−11               |
| Vieillissement (par an)               |                      | 5 × 10−7               | 2 × 10−8               | 5 × 10−9               | 2 × 10−10               | 0                       |
| Stabilité en température (intervalle) | 10–50 ppm            | 5 × 10−7 (−55 à 85 °C) | 3 × 10−8 (−55 à 85 °C) | 1 × 10−9 (−55 à 85 °C) | 3 × 10−10 (−55 à 68 °C) | 5 × 10−11 (−28 à 65 °C) |
| Stabilité (1s)                        |                      | 1 × 10−8               | 3 × 10−10              | 1 × 10−12              | 3 × 10−12               | 5 × 10−11               |
| Poids                                 | 20 g                 | 50 g                   | 100 g                  | 200–500 g              | 1,5–2,5 kg              | 10–20 kg                |
| Consommation                          | 0,02 W               | 0,04 W                 | 0,04 W                 | 0,6 W                  | 20 W                    | 30 W                    |

1. ↑  Données datant de 2004.
2. ↑  Abréviation de X-tal Oscillator, fait référence un oscillateur à quartz non compensé en température.
3. ↑  Abréviation de Microcontroler Compensated X-tal Oscillator.
4. ↑  Les valeurs incluent les effets d'une gamme de température d'utilisation militaire. La gamme est plus importante pour les oscillateurs à quartz que pour les horloges atomiques.
5. 1 2  Une horloge atomique (césium ou rubidium) servant de référence de fréquence dans un laboratoire, donc fonctionnant à température ambiante, est entre 10 et 100 fois plus précise que les valeurs indiquées ici.

Ce tableau considère les principaux critères de performances pour les principales technologies de génération de fréquence de référence.
En matière de performances, d'autres critères existent : le bruit de phase est une caractéristique importante pour les émetteurs et récepteurs dans le domaine des télécommunications. Dans certaines applications, il faut tenir compte des données sur la sensibilité du quartz aux contraintes mécaniques telles que les vibrations et les chocs, ou sur la résistance aux radiations dans le domaine spatial.
En matière de techniques, il existe des variantes autour des OCXO.
L'isolation thermique peut être améliorée en imbriquant deux enceintes l'une dans l'autre, des OCXO double oven sont ainsi obtenus atteignant une stabilité de l'ordre 1 × 10−10 sur une plage d'utilisation de −40 °C à +75 °C. Avec le même objectif, d'autres modèles utilisent un packaging sous vide à l'intérieur du composant ou bien seulement autour du quartz.
Des technologies hybrides fonctionnent en associant un OCXO à une référence extérieure. Des démonstrateurs ont été réalisés pour coupler un OCXO à une horloge atomique au Rubidium. Le principe est de mettre en marche périodiquement le rubidium pour recaler la fréquence du quartz, puis de l'arrêter pour économiser l'énergie. La fréquence d'un OCXO peut aussi être asservie sur des signaux radio de synchronisation comme le GPS pour obtenir une stabilité de 1 × 10−12 à long terme (voir GPS disciplined oscillator (en)).
Plus récemment, il faut mentionner que certains composants OCXO miniatures disponibles commercialement sont en fait des VCOCXO ou des TCOCXO, c'est-à-dire qu'ils sont à la fois thermostatés et compensés ou commandés électroniquement.

## Historique

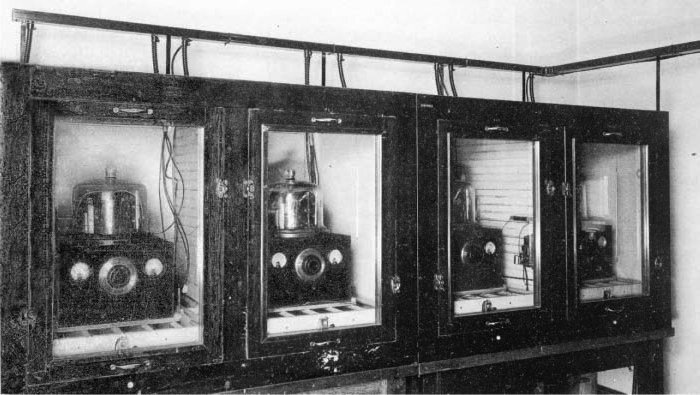
OCXO en 1929 servant de référence de fréquence 100 kHz pour les États-Unis au National Bureau of Standards (aujourd'hui NIST).

Le premier oscillateur à quartz est inventé par W.G. Cady en 1921.
La température étant identifiée comme le facteur principal d'incertitude du quartz, les OCXO sont apparus rapidement : en 1929, quatre OCXO (avec des coupes GT-cut) sont la référence de fréquence générée par le National Bureau of Standards pour les États-Unis.
Des avancées sur les coupes de cristaux de quartz compensées en température sont régulièrement réalisées : la première coupe de type AT-cut est mise au point en 1934.
Jusqu'à la fin des années 50, l'électronique autour du quartz est basée sur des tubes à vide, le chauffage de l'enceinte est alimenté en courant alternatif. Le volume d'un OCXO est alors de l'ordre de 1 600 cm3. Dans les années 60, l'introduction des transistors à la place des tubes électroniques permet de nombreuses améliorations. Les éléments de chauffage de l'enceinte évoluent aussi : ils deviennent alimentés en courant continu ce qui supprime les perturbations induites par le courant alternatif des anciens chauffages sur le spectre de la fréquence de sortie. Matériellement les résistances chauffantes filaires (wiring resistance) sont remplacées par des thermistances qui sont à leur tour supplantées par des transistors de puissance dans les années 70.
Les propriétés de la coupe SC-cut sont prédites en 1974. Les quartz SC-cut produits à partir de 1976 permettent de diminuer le temps de pré-chauffage jusqu'à 3 minutes.
À la fin des années 90, en intégrant toutes ces technologies, des OCXO pour les applications spatiales mesurant moins de 8 cm3 ont des performances comparables avec les OCXO en rack des années 50 tout en étant 100 fois plus petits et en consommant 100 fois moins que leurs prédécesseurs.